# Goswinus Grope

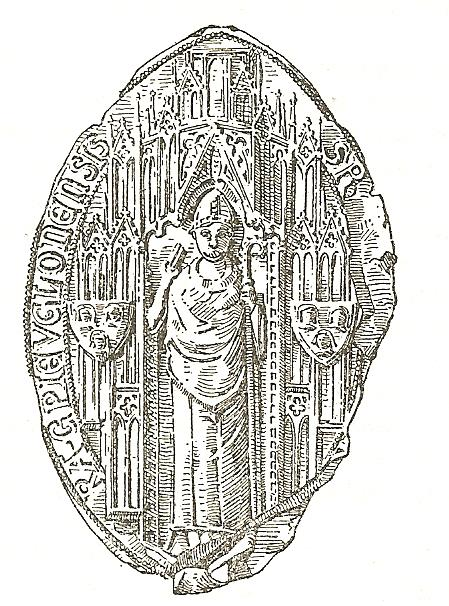
Siegel von Goswinus Grope als Bischof von Evelone

Goswinus Grope OP (* in Lübeck; † nach 1368) war 1353 Prior im Dominikanerkloster in Lübeck, ab 1359 Titularbischof von Evelone (Abilone) und ist mit weihbischöflichen Akten in den Bistümern Cammin und Schwerin bezeugt.

## Leben
Bischof Goswinus führte den Familiennamen Grope, einer in Lübeck seit dem 13. Jahrhundert ratssässigen Familie. Der Familienname leitet sich vermutlich vom Grapen her. Seine Schwester war die Mutter des 1363 hingerichteten Lübecker Bürgermeisters Johann Wittenborg, der seinen Onkel im Testament mit bedachte. Mehrfach wurde der Bischof als Goswinus de Lubecke bezeichnet.
Goswin war Dominikaner, und es darf als gesichert angenommen werden, dass er es im Lübecker Konvent bis zum Prior gebracht hat, bevor er unter dem 11. Januar 1359 zur bischöflichen Würde gelangte. Das Titularbistum ist unklar, wahrscheinlich war Grope Titularbischof von Aulon. Im Testament Johann Wittenborg wurde er als Episcopo Encloyensis bezeichnet und im 1367 verfassten Testament seiner Frau als ihr Beichtvater frati Nicoao priori in urbe, der Prior des Burgklosters, bezeichnet und mit einem Vermächtnis versehen.
Sein Wirkungsbereich war zunächst das Bistum Cammin: Er weihte zu einem nicht bekannten Datum (wohl um 1360) den Hauptaltar der Dorfkirche zu Groß Methling (heute Ortsteil von Dargun).
Auch im Bistum Schwerin wurde Bischof Goswin tätig. So wirkte er am 4. Juni 1368 bei der Einweihung der Doberaner Klosterkirche und Verleihung von Ablass bei der Heilig-Bluts-Kapelle mit. In der Urkunde wurde er an erster Stelle vor anderen hohen Geistlichen durch den Schweriner Bischof Friedrich II. von Bülow mit vollem bischöflichen Titel als reverendissimus in Christo pater et dominus Gozwinus Evelonensis ecclesie episcopus bezeichnet.
Weitere Pontifikalhandlungen für Bischof Goswin in den Bistümern Cammin und Schwerin sind nicht nachzuweisen. Wann und wo er verstorben ist, auch der Ort seiner Bestattung sind nicht bekannt.

## Siegel
In dem spitz-ovalen Siegel steht in der Mitte des reich entwickelten hochgotischen Nischenbaus unter dem Baldachin ein Bischof. Seine rechte Hand ist zum Segen erhoben, in der linken Hand hält er den Bischofsstab mit der nach außen gewendeten Krümme. Auf beiden Seiten befinden sich vor den Säulen je ein Wappen mit drei Köpfen, vielleicht das Familienwappen.
Die noch lesbare Umschrift lautet: SIGILLUM FRATRIS GOSW(INI DEI GRATIA ... RA) EPISCOPIE EVELONENSIS:
Beim Abbruch der baufälligen Dorfkirche in Groß Methling, einem heutigen Ortsteil von Dargun, wurden 1890 sehr zerstörte Pergamentstücke als Reste der Weiheurkunde der Kirche und ein Siegel mit abgebröckelter Umschrift gefunden. Das Siegel übergab der Pastor Theodor Kittel dem Großherzoglichen Museum in Schwerin.